# Max (열차)

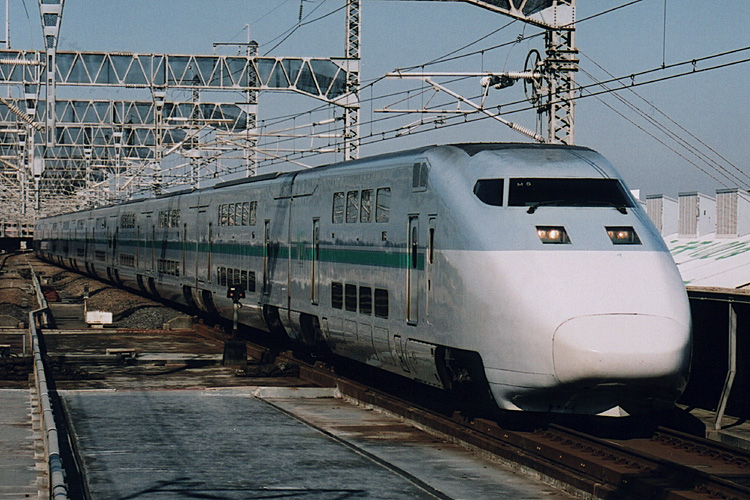
E1계 (구도장)

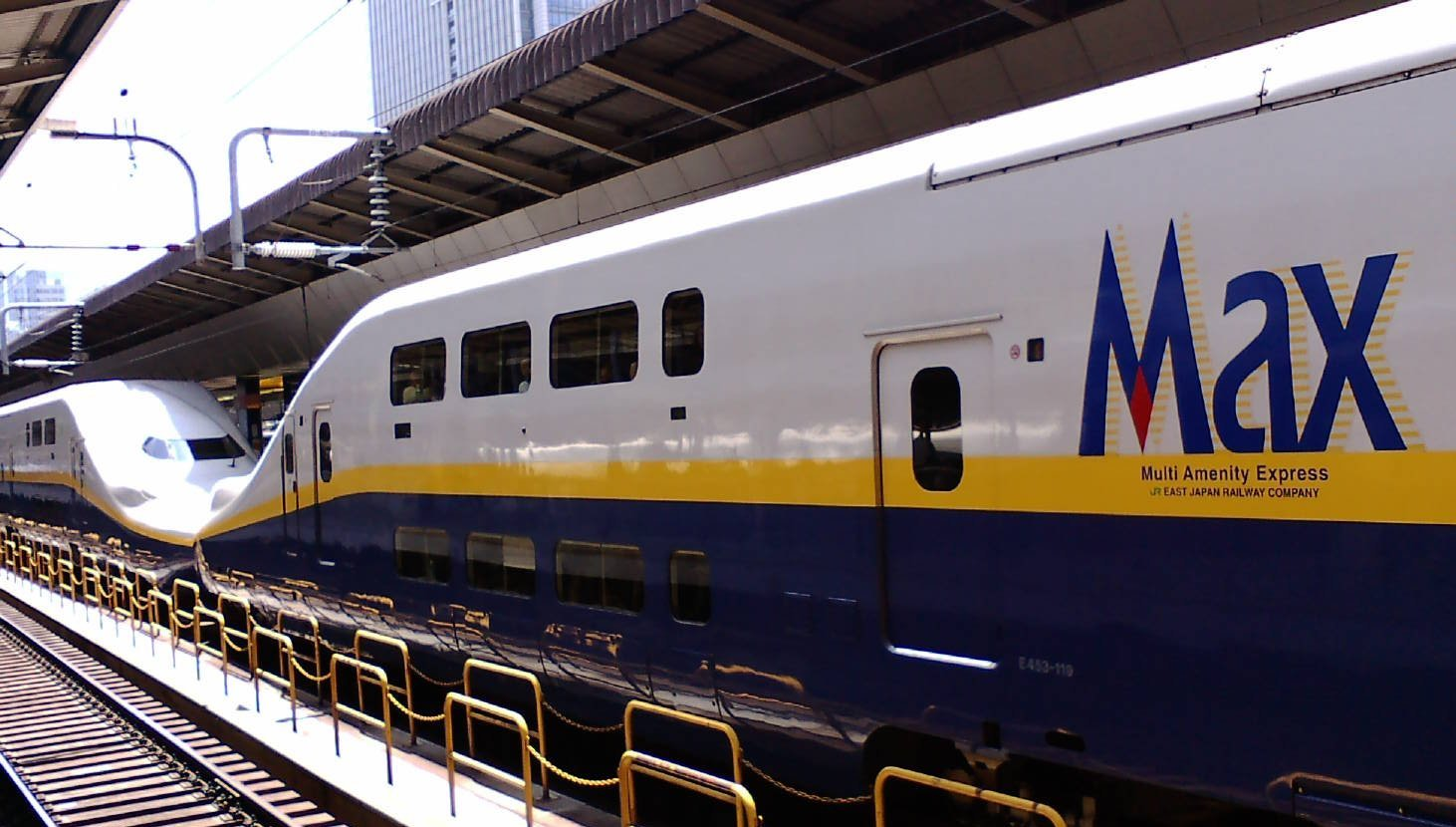
E4계 (16량 편성)

Max(일본어: マックス) 또는 멀티 어메니티 익스프레스(영어: Multi Amenity Express)는 동일본여객철도가 보유한 복층 신칸센의 명칭이자 E1계, E4계 차량의 명칭으로 알려졌다.
시운전시에는 이 애칭이 정해지지 않았었기 때문에, 잠정적으로 더블 데커 신칸센(영어: Double Decker Shinkansen)의 약칭인 DDS와 형식 명칭인 E1의 스티커가 붙어 있었다가 1994년 E1계 도입 당시 차량 명칭으로 선정했으나 1997년 E4계 도입 시 2층 신칸센에 한해서 명칭으로 전환되었다. 신칸센 차량과 달리 승차시 정원이나 열차의 취급이 다르기 때문에 Max 다니가와(일본어: Maxたにがわ)와 Max 도키(일본어: Max とき)처럼 Max의 이름을 딴 명칭으로 사용된다. 또한 열차 운행 시 열차 이름 앞에 Max가 붙는다.

## 차량

### 영업용 차량
- 신칸센 E1계 전동차
- 신칸센 E4계 전동차

## 운행 노선

### 과거 운행 노선
- 도호쿠 신칸센 - 2012년 9월 28일 Max 명칭으로 하는 열차 운행을 종료했다.
  - Max 나스노 - E4계 차량 운행, 400계, E3계와 중련 운행했다. E4계 차량 단독 운행 시 8량 편성과 16량 편성으로 운행하는 열차도 존재했다.[2] 1999년 12월까지 E1계도 운행했다.
  - Max 야마비코 - E4계 차량 운행, 쓰바사와 중련 운행했다. 하절기에 한해 모리오카까지 운행했다. 2005년까지 모리오카행 열차도 운행했다. E4계 차량 단독 운행 시 8량 편성과 16량 편성으로 운행하는 열차도 존재했다.[3] 1999년 12월까지 E1계도 운행했다.
  - Max 아오바 - E1계로 운행했고 1997년에 야마비코로 통합했다.

- 조에쓰 신칸센 - 2021년 10월 1일 Max 명칭으로 하는 열차 운행을 종료했다.
  - Max 다니가와 - E1계, E4계 차량 운행, 16량 편성으로 운행하는 열차도 존재한다.
  - Max 도키  - E1계, E4계 차량 운행, 16량 편성으로 운행하는 열차도 존재한다.
  - Max 아사히 - E1계, E4계로 운행했고 2002년 12월 도키로 변경했다.

- 나가노 신칸센
  - Max 아사마 - E4계로 운행했고 2001년부터 2003년까지 가루이자와 ~ 도쿄까지 운행한 적이 있다.[4][5]

## 전 차량 지정석으로 운영
E1계의 경우 1호차부터 4호차까지, E4계의 경우 1호차부터 3호차까지 자유석을 전제로 3+3열 좌석으로, 리클라이닝 기능이 제외한 열차 구조를 위해 모든 차량 지정석에서 운용은 없지만, 이전에 Max 야마비코, Max 도키, Max 아사히, Max 아사마 운행 당시 전 차량 지정석으로 운영된 적이 있다. 당시 자유석 전용차의 경우 (2층석 기준 E1계의 경우 1호차부터 4호차까지, E4계의 경우 1호차부터 3호차까지) 일반 좌석 3+2 좌석으로 운용하고 있기 때문에, F좌석은 발매가 불가능했고 지정석이 매진된 상태여도 F자리는 존재하지 않았기 때문에, 좌석의 여유가 있었다.

## 퇴역
- 2011년 동일본여객철도 보도에 따르면 향후 5년간 전량 퇴역을 발표했고,[6] 2012년에 E1계 차량이 퇴역을 시작으로 2021년 10월에 E4계 차량이 퇴역했다.

### E1계
도호쿠 신칸센 노선의 중간 정차역에서 미니 신칸센 열차 등을 분리 및 병합하는 경우가 많아 차량의 운영에 많은 어려움을 겪었고, 이후 8량 편성인 E4계 차량이 도입되면서 1999년 12월부터 전 차량이 도호쿠 신칸센에서 조에쓰 신칸센 노선으로 이동했다.
2011년 12월에 도호쿠 신칸센 노선에 E5계 차량 도입을 순차별로 시작하면서 조에쓰 신칸센 노선에 E4계 전 차량 이동과 동시에 E1계 차량 퇴역을 발표했다. 2012년 4월에 2편성이 퇴역하기 시작했고, 4편성의 경우 Max 다니가와 2회 왕복, Max 도키 4회 왕복 운행했다. 같은 해 3월 다이야 개정으로 E4계 16량 편성으로 변경과 동시에 E1계의 운행 종료를 발표했다. 같은 해 9월 29일에 다이야 개정으로 운행이 중단되었고, 같은 해 10월 27일에 고마워요 Max 아사히호(일본어: ありがとうＭａｘあさひ号)와 10월 28일에 안녕 Max E1 도키호(일본어: さよなら E1 Maxとき号)를 끝으로 운행이 종료되었다.

### E4계
2011년 12월에 도호쿠 신칸센 노선에 E5계 차량 도입을 순차별로 시작하면서 E4계 차량이 순차별로 조에쓰 신칸센 노선으로 이동하기 시작했다. 한편 E4계 16량 편성을 운행하기 위해 에치고유자와 이북 구간에 승강장 개량 공사가 실시되었고 2012년 3월에 조에쓰 신칸센 전 구간에 E4계 16량 편성이 운행하기 시작하면서 도호쿠 신칸센 오미야 이북 구간 16량 편성이 운행이 종료되었다. 같은 해 9월 28일에 오미야 이북 구간 운행이 종료되면서 야마비코, 나스노의 경우 E2계로 변경과 동시에 야마가타 신칸센 쓰바사와 중련 운행 시 E2계로 변경되었다.
2013년에 2편성이 퇴역을 시작으로, 2016년에 1편성, 2017년에 3편성, 2019년에 4편성이 퇴역했다. 2018년 4월 동일본여객철도의 발표에 따르면 향후 2018년부터 2021년까지 E7계 교체와 동시에 순차별로 퇴역될 예정이나 태풍 하기비스로 인한 나가노 신칸센 차량 센터의 침수로 인해 E7계 차량 중 12량 10개 편성(120량)이 폐차로 인한 조에쓰 신칸센의 차량 부족으로 한 차례 연기된 끝에 2021년 10월 1일에 다이야 개정으로 운행이 중단되었고, 같은 해 10월 27일에 고마워요 Max 도키&야마비코(일본어: サンキューMaxとき&やまびこ)와 10월 17일에 고마워요 Max 도키(일본어: サンキューMaxとき)를 끝으로 운행이 종료되었다.

## 같이 보기
- SNCF TGV 듀플렉스
- 유로듀플렉스
- 유로트레인